# Архимандрит Методије (Марковић, 1987)
Методије (световно Милош Марковић; Врање, 7. септембар 1987) архимандрит је Српске православне цркве, и старешина Манастира Српски Ковин.

## Биографија
Архимандрит отац мр Методије (Марковић), рођен је 7. септембра 1987. године, у Врању, од честитих и побожних родитеља. Основно образовање стекао је у родном месту Врању.
Своје прво богословско образовање, по благослову Његовог Преосвештенства Епископа врањског господина Пахомија Гачића, стекао је у Богословији Српске Православне Цркве "Свети Кирило и Методије" у Нишу. Московску Духовну академију отац Методије завршио је у периоду од 2006. до 2009. године, а затим 2010. године уписује постдипломске студије на Богословском Институту "Сан Бернардињо" у Венецији, где борави до 2012. године.
Монашки постриг примио је 1. септембра, 2012. године, у манастиру Светог Николе у Врању, од стране епископа врањског господина Пахомија добивши монашко име Методије. У академској 2014/2015. години, борави на Универзитету у Падерборну (Њемачка), како би усавршио немачки језик и слушао теолошка предавања на Институту "Јохан Адам Милер".
Благословом епископа врањског г. Пахомија, отац Методије обављао је дужност Секретара Епархијског управног одбора Епархије врањске у периоду од 2015 до 2017. године.
Академску 2017/2018. годину проводи у Болоњи, где је  одбранио магистарски рад на Богословском Факултету Емилиа Ромања,  на тему: "Свети Константин - први хришћански цар". Трочлана комисија коју су сачињавали: проф. др Валентино Булгарели, декан факултета (председник комисије), проф. др Давиде Риги (шеф катедре) и проф. др Енрико Морини (ментор), након опширне дискусије, једногласно су донели оцену да је отац Методије успешно одбранио магистарски рад и положио завршни испит (LICENZA IN SACRA TEOLOGIA), са оценом 9,23 (MAGNA CUM LAUDE PROBATUS).
По повратку са студија, 9. августа 2018. године, а благословом епископа Пахомија бива постављен на дужност старешине Саборног Храма Свете Тројице у Врању и на тој дужности остаје до 1. јануара 2020. године кад бива произведен и постављен за игумана Манастира Прохора Пчињскога код Бујановца. Отац Методије говори: руски, италијански и немачки језик, а такође служи се и енглеским језиком. Од 2022. године докторанд је на Филозофском факултет у Београду.